# Tratado de Versalles (1757)
El Tratado de Versalles (también conocido como Segundo Tratado de Versalles) fue una alianza militar firmada el 1 de mayo de 1757 entre el Reino de Francia y la monarquía de los Habsburgo, en el contexto de la Guerra de los Siete Años que ocasionaron la conocida como revolución diplomática con el cambio de las alianzas tradicionales. El tratado fue ampliado a una coalición de estados rivales de Prusia, como Suecia,  el Electorado de Sajonia y el Imperio ruso.

## Contexto
Pese a las diferencias entre ambas potencias a lo largo de los siglos XVI, XVII y principios del XVIII, la situación internacional cambió a partir de 1748 y propició un acercamiento entre las Cortes de Versalles y Viena que llevó a la conocida como revolución diplomática de 1756 y el cambio de las alianzas tradicionales.

### La negativa austriaca
La alianza anglo-austriaca desde la Guerra de Sucesión Española (1700-1713) se debilitó en 1733 cuando, en la Guerra de Sucesión Polaca, el Reino de Gran Bretaña se mantuvo neutral mientras Austria combatía a los franceses por colocar a sus respectivos candidatos en el trono polaco. Pero será en el siguiente conflicto cuando la alianza se rompa definitivamente.
En 1740 moría el Emperador Carlos VI, también Archiduque de Austria, dejando a su hija María Teresa al frente de los territorios austriacos (Pragmática Sanción de 1713) con su marido Francisco Esteban como emperador. Pero dicha situación fue contestada por Carlos Alberto de Wittelsbach (Carlos VII) y por Federico II de Prusia que aprovechó para invadir Silesia. 
Gran Bretaña acudió en ayuda de Austria pero las derrotas militares (Batalla de Fontenoy 1745) y los problemas económicos llevaron a que tanto Francia como Gran Bretaña iniciaran las negociaciones para poner fin a la guerra. Austria no estaba en esa línea y tuvo que ser presionada por Gran Bretaña, mediante la amenaza de suprimir las ayudas monetarias que Londres daba a Austria, para que aceptara el hecho de haber perdido Silesia.
Con el estallido del conflicto entre Francia y Gran Bretaña en América (guerra franco-india), Londres sondeó a la Corte de Viena para que esta protegiera el Electorado de Hanover (Unión personal de los monarcas británicos) de un ataque francés en la futura guerra que se desarrollaría en Europa. Sin embargo Austria, cuya política exterior esta dirigida por Wenzel Anton Graf Kaunitz, se negó a reforzar sus tropas en los Países Bajos austriacos (limítrofes con Francia) sin que Londres aportara fondos a una operación austriaca para recuperar Silesia.

### El cambio de alianzas
El rey Jorge II  y su primer ministro Thomas Pelham-Holles consideraban que Austria no podía ayudar a defender Hanover si entraban en guerra con Prusia, pues esta junto con Francia podrían invadir Hanover y derrotar a los austriacos, por ello, iniciaron un acercamiento diplomático al principal aliado francés, Prusia.
En Prusia tuvo buena acogida este giro inglés, ya que le garantizaba la influencia de Londres en la corte rusa para impedir una alianza ruso-austriaca, principal preocupación del rey prusiano Federico II. El Tratado de Westminster certificó la neutralidad prusiana en la guerra entre Prusia y Gran Bretaña.

## La respuesta francesa: los Tratados de Versalles
La acción inglesa pilló desprevenida a la Corte francesa, y aunque Luis XV intentó reconducir la situación, la negativa prusiana forzó a Francia a acercarse a Austria mediante un tratado (Primer Tratado de Versalles firmado 1 de mayo de 1756) que garantizaba la neutralidad francesa en el conflicto entre Prusia y Austria.
Ante la amenaza que suponía Austria, en el otoño de 1756, sin previa declaración de guerra, el ejército prusiano invadió Sajonia y ocupó aquel territorio; luego penetró en Bohemia (territorio de los Habsburgo). Este ataque prusiano obligó a Austria reforzar su relación con Francia mediante el Segundo Tratado de Versalles (1 de mayo de 1757) que tenía carácter de alianza militar. El tratado incluía las siguientes cláusulas: 
Austria cedería los Países Bajos austriacos a Francia, con la intención de situar en el trono a un miembro de la dinastía Borbón española, Felipe de Parma; a cambio Francia apoyaría a Austria con tropas y fondos. Luis XV reconocería la anexión de Silesia a Austria. El Tratado se hizo extensivo al imperio ruso, Suecia y Sajonia, a los que confirmaba el reparto de Prusia tras la guerra.
Las cláusulas de los Tratados de 1756 y 1757 fueron revisadas en el Tercer Tratado de Versalles en 1758.

## Consecuencias
En el bando franco-austriaco a partir de 1758 el Imperio ruso se une a la alianza militar tras la caía en desgracia de Alekséi Bestúzhev-Riumin, principal valedor de la alianza con Gran Bretaña y que había dificultado el acercamiento entre las Cortes de San Petersburgo y Versalles.
Como respuesta Gran Bretaña y Prusia firman el Tratado Anglo-prusiano, el 11 de abril de 1758, pasando de un tratado de neutralidad a una alianza militar para evitar la derrota prusiana.